# لوسیوس لیسینیوس مورنا
لوسیوس لیسینیوس مورنا یک کنسول رومی در سال ۶۲ پیش از میلاد مسیح بود. پدرش نیز نام مشابهی داشت.
در سال ۶۵ پیش از میلاد، وی یک پرتور بود و به واسطهٔ سرگرمی‌هایی که برای مردم ایجاد کرده بود، به محبوبیت رسید و حسن نیتش را چه در استان تحت فرماندهیش یعنی گالیا ناربونسیس و چه در سطح روم نیک خواهیش را نشان داد.
وی در سال ۶۲ پیش از میلاد نیز به مقام کنسول دست یافت.

## بنمایه‌ها
1. ↑  Cicero, The correspondence of M. Tullius Cicero, Note V p. 429. See also rogatio.